# MyHeritage
MyHeritage е израелски уебсайт за откриване, споделяне и запазване на семейната история. Представлява семейно-ориентирована социална мрежа и генеалогичен сайт, който предлага онлайн, мобилни и софтуерни платформи на своите потребители по целия свят. Потребителите могат да създават собствени семейни уеб сайтове, онлайн родословни дървета, да търсят предци в милиарди исторически записи, както и да извършват действия като запазване и обмен на снимки и видеоклипове, организиране на семейни празници. Към 2015 г. услугата се поддържа на 42 езика и има над 80 милиона абоната по целия свят. През януари 2017 г. е съобщено, че на сайта на MyHeritage има 35 милиона родословни дървета. MyHeritage е един от най-големите сайтове в областта на социалните мрежи и генеалогията.